# Andrzej Gmitruk
Andrzej Robert Gmitruk (ur. 14 lipca 1951 w Warszawie, zm. 20 listopada 2018 w Hipolitowie) – polski trener, promotor i menedżer bokserski.

## Życiorys

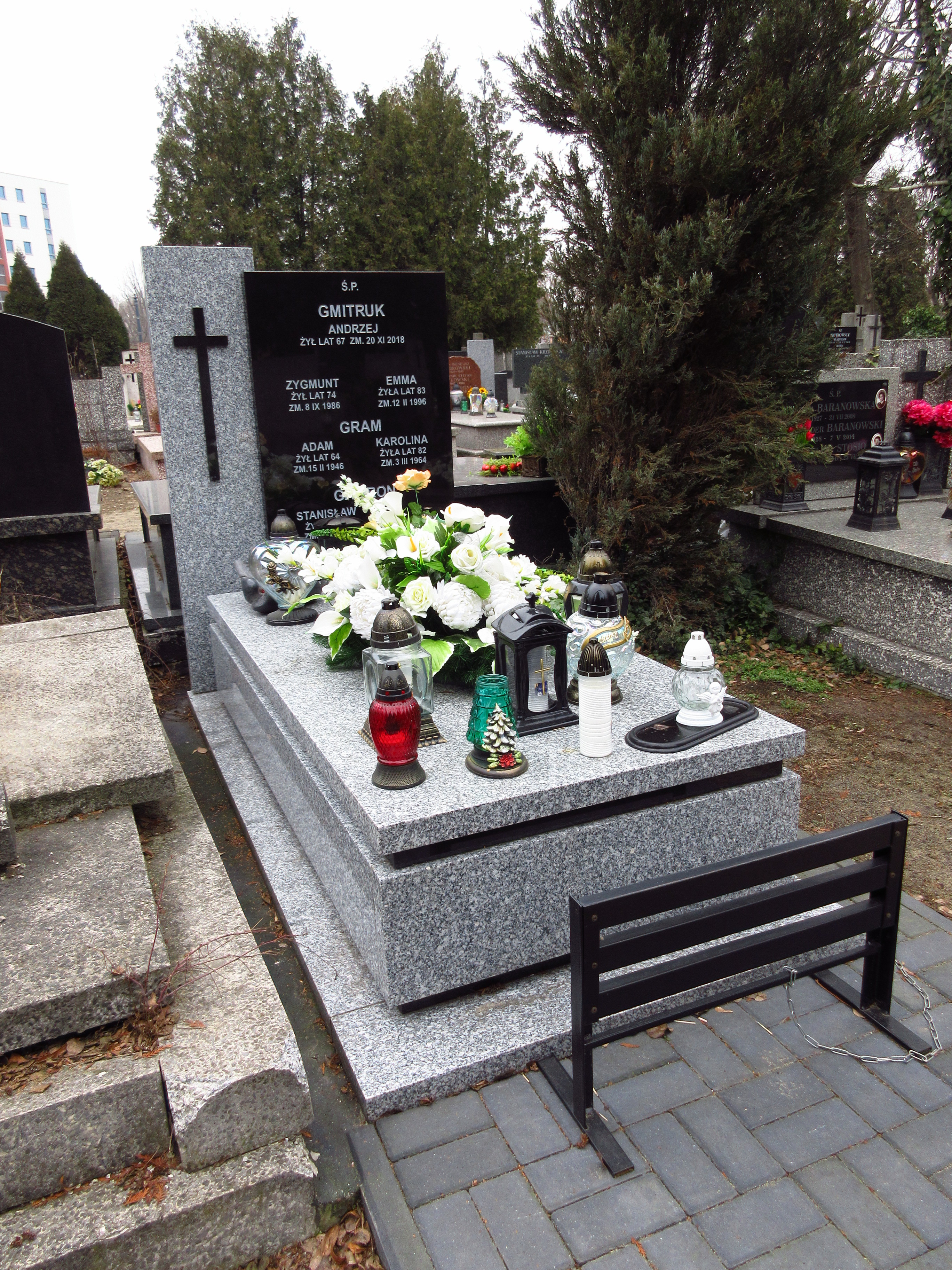
Grób Andrzeja Gmitruka na cmentarzu Bródnowskim

Zaczął swoją pracę w Polskim Związku Bokserskim w 1975 jako trener kadry juniorów. Po dwóch latach objął kadrę pięściarską Legii Warszawa, która pięciokrotnie wywalczyła złoty medal drużynowych mistrzostw Polski w boksie. W 1980 na Igrzyskach Olimpijskich w Moskwie medale zdobyli Kazimierz Szczerba oraz Krzysztof Kosedowski, których szkolił w Legii. Gmitruk pełnił podczas igrzysk funkcję asystenta Czesława Ptaka, ówczesnego szkoleniowca reprezentacji.
Dwukrotnie, w latach 1981 oraz 1983, został wybrany trenerem roku przez magazyn BOKS. W 1983 został trenerem reprezentacji Polski. W 1988 na Igrzyskach Olimpijskich w Seulu jego czterej podopieczni: Andrzej Gołota, Henryk Petrich, Jan Dydak, Janusz Zarenkiewicz zdobyli brązowe medale.   Był też trenerem Rafała Kaczora. Inni zawodnicy, których prowadził podczas kariery amatorskiej to Bogdan Gajda, Dariusz Kosedowski, Zbigniew Raubo.
W latach 1988–1998 Gmitruk pracował w Norwegii, gdzie był trenerem kadry bokserskiej oraz konsultantem Norweskiego Komitetu Olimpijskiego ds. sportów letnich.
Po roku 1998 był trenerem i promotorem pięściarzy zawodowych. Zawodnicy, których prowadził Gmitruk, to m.in.: Tomasz Adamek, Mateusz Masternak, Maciej Sulęcki i Artur Szpilka. Zarządzał też swoją grupą promotorską O’chikara Gmitruk Team.
W latach 2012–2018 komentował z Andrzejem Kostyrą walki bokserskie w Polsacie Sport. Współpracował również z redakcją Telewizji Polskiej, gdzie komentował gale z Sebastianem Szczęsnym i Piotrem Jagiełłą.
W wyborach samorządowych 2018 bez powodzenia ubiegał się o mandat radnego sejmiku mazowieckiego z list Prawa i Sprawiedliwości.

## Życie prywatne
Zmarł tragicznie, w wieku 67 lat, 20 listopada 2018 w swoim domu w Hipolitowie. Jak poinformowała rodzina, w poniedziałek 19 listopada przypadała rocznica śmierci syna Gmitruka. Ku jego pamięci na tarasie swojego domu trener zapalił świecę, która w nocy wywołała pożar zapalając stolik znajdujący się na tarasie. Trener obudził się i pobiegł na taras, aby ugasić pożar. Podczas gaszenia ognia poniósł śmierć. Sekcja zwłok wykazała, że bezpośrednią przyczyną zgonu była ostra niewydolność krążeniowo-oddechowa. 
Pozostawił żonę Agnieszkę oraz pięcioletnią córeczkę, Emmę. 29 listopada 2018 został pochowany na cmentarzu Bródnowskim w Warszawie (kwatera 95A-5-17).

## Odznaczenia
W 2018 prezydent RP Andrzej Duda za wybitne zasługi dla rozwoju polskiego sportu, za osiągnięcia w pracy szkoleniowej odznaczył go pośmiertnie Krzyżem Oficerskim Orderu Odrodzenia Polski.